# Ze'ev Goldmann

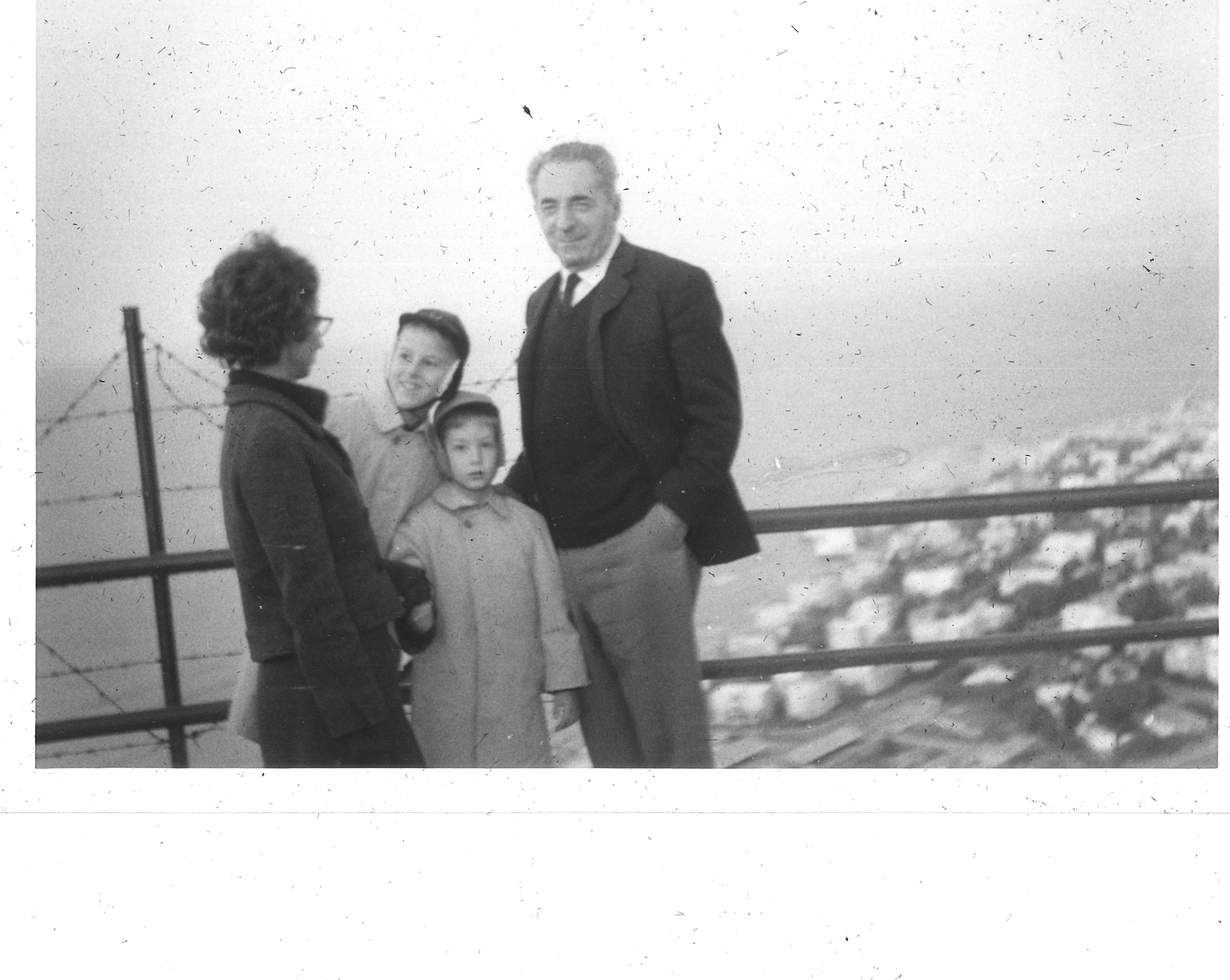
Zeʾev Goldmann in Akko 1965 mit Freunden

Zeʾev Fritz Goldmann (hebräisch זְאֵב גֹּולְדְמַן; geboren am 2. April 1905 in Suhl, gestorben am 26. Juni 2010 in Jerusalem) – nach 1949 nutzte er vorrangig den hebräischen Vornamen Zeëv – war ein israelischer Kunsthistoriker und Archäologe deutscher Herkunft.

## Leben
Geboren als jüngster Sohn von Isaac Goldmann (1855–1925) aus Marisfeld und dessen zweiter Frau Adele Hendle (1863–1942) aus Fürth, wuchs er mit fünf Geschwistern in Suhl auf, wo seine Eltern einen Brenn- und Baustoffhandel führten. Familie Goldmann war sehr kunstsinnig und unterstützte örtliche bildende Künstler wie u. a. Alexander Gerbig (1878–1948) und sammelte deren Werke.
Nach dem Abitur an der Suhler Oberrealschule studierte er Kunstgeschichte und Klassische Archäologie an den Universitäten Berlin, Bonn, Wien, Hamburg und Halle. Er wurde 1933 an der Universität Halle mit einer kunsthistorischen Arbeit zum Meister des Schlüsselfelderschen Christopherus, Bildhauer einer Fassadenskulptur an der Nürnberger Sebaldskirche, promoviert. Als jüdischer Deutscher verließ er Deutschland in der Zeit des Nationalsozialismus 1936 und zog ins britische Mandats-Palästina. Dort lebte sieben Jahre lang in einem Kibbuz.
Ab 1947 lebte er in Haifa. Im Krieg um Israels Unabhängigkeit 1948/1949 sicherte Goldmann im Auftrage des Treuhänders über das zurückgelassene Vermögen (vor allem arabischer Kriegsflüchtlinge oder -vertriebene; האַפּוֹטְרוֹפּוֹס על הרכוש הנטוש ha-Apōtrōpōs ʿal ha-Rəchūsch ha-naṭūsch) in Galiläa (z. B. auch in Tiberias) Altertümer und Artefakte arabischer Geschichte aus zurückgelassenem Besitz von Drusen und anderen Arabern.
Ab 1953 arbeitete er bei der dem Erziehungsministerium zugeordneten Abteilung der Altertümer und Museen (אגף העתיקות והמוזיאונים Agaf haʿAttīqōt wehaMūzeyʾōnīm, Vorgänger der heutigen Altertumsbehörde) und ergrub v. a. kanaanitische, römische und byzantinische Stätten im westlichen Galiläa, darunter auch in Akkon. Weitere Ausgrabungen unternahm Goldmann ab 1956 an der ehemaligen Johanniterkommende zu Akkon. 1959 bis 1962 leitete Goldmann die Grabungen in den Resten der Johanniterkirche von Akkon und konnte deren erhaltene Krypta ergraben und darin sechs parallele Säle freilegen.

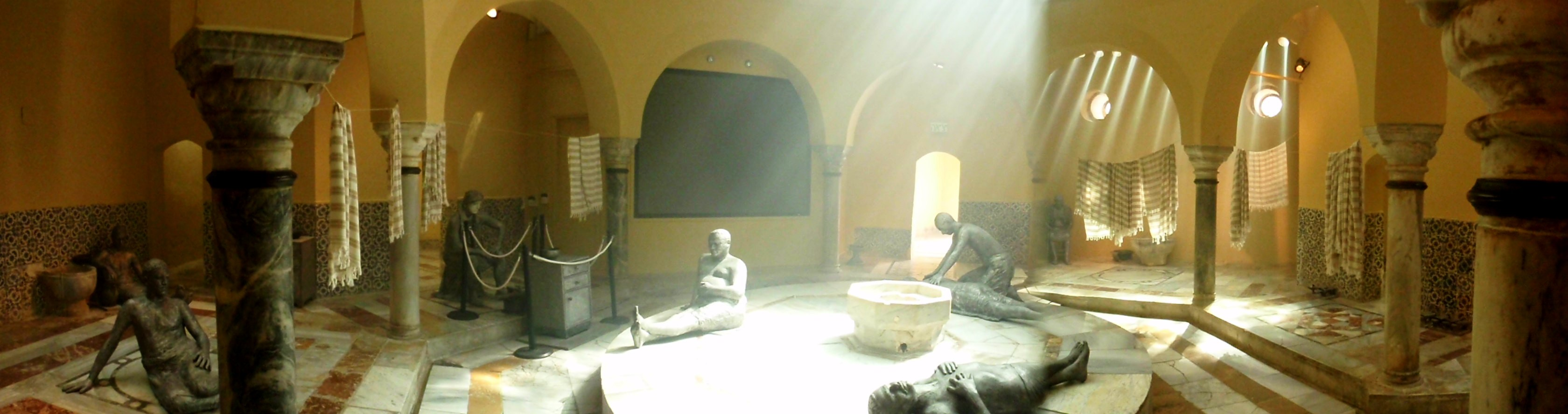
Der Hammam al-Bascha ist jetzt Sitz des Städtischen Museums Akko

Goldmann baute das Städtische Museum Akko (הַמּוּזֵיאוֹן הֲעִירוֹנִי עַכּוֹ Mūzeyʾōn ha-ʿĪrōnī ʿAkkō, arabisch مُتحَف بلدية عكا, DMG Mutḥaf Baladiyyat ʿAkkā) auf, das auch von ihm im Kriege gesicherte Altertümer birgt. Das Museum eröffnete im Mai 1954 im Hammam al-Bascha (Hammam des Paschas), dem 1795 durch Ahmed Pascha al-Cezzâr errichteten türkischen Warmbad, seine Pforten. Goldmann leitete es von der Eröffnung bis zu seiner Pensionierung Ende der 1970er Jahre.
Ab 1962 lehrte Goldmann an der Universität Tel Aviv islamische Kunstgeschichte und leitete ein Seminar über islamische Stätten im Heiligen Land.
1993 besuchte Goldmann seine Geburtsstadt, wo seit 2006 vor seinem Elternhaus Stolpersteine an seine in der Schoah ermordeten Angehörigen, Mutter und Schwester Clothilde Goldmann (1882–1942), erinnern. In den letzten Jahrzehnten lebte Goldmann im Altersheim "Nōfīm" in Qiryath Yōvel (Kiryat Yovel) in Jerusalem und studierte jüdische Symbole.

## Familie
In erster Ehe war Goldmann mit Charlotte Hannah Langstein (1908–2000) verheiratet, mit der er einen gemeinsamen Sohn hatte. In zweiter Ehe war er mit der Pragerin Eva Kempinsky (1915–) verheiratet. Diese Ehe blieb kinderlos.

## Veröffentlichungen (Auswahl)
- Der Meister des Schlüsselfelderschen Christopherus. Schimkus, Hamburg 1935, zugleich Dissertation, Universität Halle 1933.
- Vorwort zum קוֹנְטְרָס… המכיל שמונה חיתוכי לינוליאום (Mappe, acht Linoleumschnitte enthaltend), signiert durch den Künstler Schmuʾel S. Sulkis (שמואל ס. זולקיס; 1914–1995), Hadassa Sulkis (הדסה זולקיס; Hrsg.). Privatdruck, Tel Aviv-Jaffa 1958.
- מטבעותיה של עכו: מהתקופה של אלכסנדר הגדול עד התקופה הצלבנית (Münzen Akkos. Von der Zeit Alexanders des Großen bis zur Kreuzfahrerzeit), Akko: המוזיאון העירוני עכו, 1959.
- Le réfectoire des chevaliers de Saint-Jean d’Acre. In: Nouvelles chrétiennes d’Israël, Bd. 12 (1961), S. 14–18.
- Découverte à Acre d’une inscription de l’époque des croisades. In: Nouvelles chrétiennes d’Israël, Bd. 13.1 (1962), S. 8–10.
- mit Jaʿaqov (Kuba) Loebel (יעקב ליבל), ציור ופיסול (Malerei und Bildhauerei), Tel Aviv-Jaffa: דפוס אמנים מאוחרים, 5722[12]
- mit Avraham Negev und Avraham Biran: Selected articles on archaeological discoveries in Israel. Prime Minister's Office, Jerusalem 1962.
- אמנות האיסלם: האמנות הזעירה (Kunst des Islam: Die Miniaturkunst), Sammlung von Vorträgen, Tel Aviv-Jaffa: מפעל השכפול של הסתדרות הסטודנטים באוניברסיטת תל אביבשל (=Replikationsprojekt des Studentenwerks der Universität Tel Aviv), 5724[13]
- The Hospice of the Knights of St. John in Akko. In: Archeological Discoveries in the Holy Land. Archeological Institute of America (Kompil.), New York, Thomas Y. Crowell Co. 1967, S. 199–206.
- mit Eva Goldmann und Hed Wimmer: Das Land, das ich dir zeigen werde: Israel und seine Jahrtausende. Bucher, Frankfurt am Main / Luzern 1967.
  - mit Eva Goldmann und Hed Wimmer: Israel: Legende, Geschichte, Gegenwart, rev. u. im Bild- wie im Textteil erg. Neuauflage m. e. Nachtrag von Willy Guggenheim. Bucher, München und Luzern 1981, ISBN 978-3-7658-0377-2.
- Le couvent des Hospitaliers à Saint-Jean d’Acre. In: Bible et Terre Sainte, Jg. 160 (April 1974), S. 8–18.
- Das Symbol der Lilie. In: Archiv für Kulturgeschichte. Band 57, 1975, S. 47–299.
- Die Bauten des Johanniterordens in Akkon. In: Adam Wienand mit Carl Wolfgang Graf von Ballestrem und Christoph Freiherr von Imhoff (Hrsg.): Der Johanniter-Orden – Der Malteser-Orden: Der ritterliche Orden des heiligen Johannes vom Spital zu Jerusalem – Seine Aufgaben, seine Geschichte,  Wienand, Köln 1977, S. 108–115.
- בנייני המסדר ע"ש יוחנן הקדוש בעכו (Bauten des Johanniterordens in Akko), Meʾir Peles (מאיר פלס; Übs.), Haifa: o. V., 5742[14]
- Akko in the time of the Crusades: The Convent of the Order of St. John. 2. Auflage, Haifa: החברה הממשלתית לתיירות, Stadt Akko und החברה לפיתוח עכו העתיקה, 1994